# Етнографија
Етнографија (од грчке речи ἔθνος ethnos „људи, народ, нација” и γράφω grapho „пишем”) студија је или опис образаца понашања народа, специфичних култура или група. Ово је студија која описује неко људско друштво. Исти термин означава и процес развоја те студије. Етнографија истражује културне појаве са становишта предмета студије. Етнографија је такође врста социјалног истраживања које укључује испитивање понашања учесника у датој социјалној ситуацији и разумевање сопствене интерпретације таквог понашања чланова групе.
Често је постојала (и данас се дешава) забуна око појмова „етнографија“ и „етнологија“. Етнологија је појам који се користи у Европи, и који подразумева анализе и компарације разних светских култура. У Америци иста дисциплина се назива „културна антропологија“, а у Уједињеном Краљевству, „социјална антропологија“. Данас се најчешће користи термин "социо-културна антропологија.
Етнографија се односи на квалитативни опис појава људског друштва утемељен на теренском раду. Етнографија је метода холистичког истраживања заснована на идеји да се својства система не могу нужно разумети на поуздан начин независно једна од других. Типична етнографија је холистичка студија која укључује кратку историју и анализу терена, климе и станишта. Овом методом проучаван је широк спектар група и организација, укључујући традиционалне заједнице, омладинске банде, верске култове и организације различитих врста. Иако се традиционално етнографија ослањала на физичко присуство истраживача у окружењу, постоје истраживања која користе етикету која се ослањала на интервјуе или документе, понекад за истраживање догађаја у прошлости, попут Насине катастрофе Чаленџера. Постоји и знатна количина „виртуелне“ или мрежне етнографије, која се понекад назива и нетнографија или сајбер-етнографија.
Дисциплина има и формалну и историјску повезаност с путописањем и колонијалним службеним извештајима. Неколико академских традиција, посебно конструктивистичке и релативистичке парадигме, тврде да је етнографија ваљана метода истраживања. Етнографија у класичној подели означава процес сакупљања података, као и њихово исписивање. Етнографија се користи и као назив књиге у којој су објављени сакупљени подаци. Неке од најпознатијих класичних етнографија су: Аргонаути западног Пацифика; Нуери; Ми, Тикопија, итд. Током 1970-их етнографија у антрополошким заједницама бива проблематизована и теоретизована. Јавља се ново поље названо теорија етнографије. Етнографије ту нису схваћене као просто прикупљање података, већ као производи сарадње истраживача-антрополога и испитиваних људи.

## Културна антропологија
Културна антропологија израсла је око примене етнографије. Њени канонски текстови су већином етнографски, као Argonauts of the Western Pacific (Аргонаути западног Пацифика) Бронислава Малиновскиог, The Nuer E. E. Еванс-Причардa, Coming of Age in Samoa (Одрастање на Самои) Маргарет Мид или Навен Грегорија Бејтсона. Културни антрополози данас полажу високу вредност на стварно вршење етнографског истраживања тако да је етнологија, што значи компаративна синтеза етнографских информација, ретко основа за каријеру.
Унутар културне антропологије постоји неколико подврста етнографије. Током касних 1950-их и раних 1960-их антрополози су започели писање „конфесионалне” етнографије које су намерно изложиле природу етнографског истраживања. Славни примери укључују Tristes Tropiques (Тужни троп) Клода Леви-Строса, The High Valley (Висока долина) Кенета Рида и The Savage and the Innocent (Дивљак и наивчина) Дејвида Мејбери-Луиса, као и благо фиктиван Return to Laughter (Повратак смеху) Еленоре Смит Боуен (Лауре Боханан). Касније „рефлексивне” етнографије побољшале су технику како би превеле културне разлике представљањем њихових учинака на етнографе. Славни примери укључују Reflections on Fieldwork in Morocco (Осврти на теренски рад у Мароку) Пола Рабинова, The Headman and I (Поглавица и ја) Жан-Пол Димона и Tuhami Винсента Крапанзана. У 1980-има реторика етнографије била је подвргнута интензивном прегледу унутар дисциплине под општим утицајем литерарне теорије и постколонијалне/постструктуралистичке мисли.
„Експерименталне” етнографије које откривају фермент дисциплине укључују Shamanism, Colonialism, and the Wild Man (Шаманизам, колонијализам и дивљи човек) Мајкла Тосига, Debating Muslims (Расправљајући муслимани) Мајкла Ф. Ј. Фишера и Мехдија Абедија, A Space on the Side of the Road (Простор на страни цесте) Катлин Стјуарт и Advocacy after Bhopal (Заступање након Бопала) Ким Фортун.
Како би се постало културним антропологом, нормално се мора бавити етнографијом. Што се дуже остане тако, више се научи и разуме. Останак преко године дана допушта понављање догађаја и процеса који су се можда пропустили због непознавања у почетку те културног шока. Културни антрополози проучавају и интерпретирају културну различитост кроз етнографију утемељену на теренском раду. Теренски рад омогућује процену посебне културе, друштва или заједнице. Он обично подразумева провођење године дана или више у другом друштву, те живот с локалним људима и учење о њиховим начинима живота. Етнографи су учеснички проматрачи. Они учествују у догађајима које проучавају, јер то помаже разумевању локалног понашања и мишљења.

## Остала сродна подручја
Социологија и културне студије такође стварају етнографију. Урбана социологија и Чицашка школа посебно су повезане с етнографским истраживањем, иако су неки од најпознатијих примера (укључујући Street Corner Society (Друштво с уличног угла) Вилијама Фута Вајтија и Black Metropolis (Црни Метрополис) Клера Дрејка) били под утицајем антрополога Лојда Варнера, који се налазио на оделу социологије у Чикагу. Симболички интеракционизам развио се из исте традиције и донео је неколико изврсних социолошких етнографија, укључујући Shared Fantasy (Подељена фантазија) Гарија Алана Фајна, која документовала рану историју фантастичних игара улога. Али иако многа потпоља и теоретске перспективе унутар социологије користе етнографске методе, етнографија није sine qua non дисциплине, као што је то у културној антропологији.
Образовање, етномузикологија и фолклор су остала подручја која су проширила употребу етнографије. Амерички антрополог Џорџ Спиндлер (Универзитет Станфорд) био је пионир у примени етнографске методологије на школски разред. Џејмс Спрадли је други добро познати етнограф, посебно по својој књизи, The Ethnographic Interview (Етнографски интервју), објављене 1979. године. Етнографија се користила за проучавање пословних поставки. Групе радника, управитеља и тако даље су различите друштвене категорије које учествују у заједничким социјалним системима. Свака група показује различите карактеристичне ставове, обрасце понашања и вредности.
Нетографија или виртуална етнографија је нови облик етнографије који уплиће сакупљање етнографских проучавања на Интернету. Све више универзитета (попут Универзитета у Илиноису у Урбана-Шампејну) користе етнографију као технику за охрабривање студентских истраживања у хуманистичким наукама. На пример, програм Етнографија на универзитету (EOTU) подупире студентско истраживање на UIUC-у и архивира га у веб-приступном облику за UIUC заједницу. EOTU такође делује као образовна група студената, особља и факултета са занимањем за оно што тај програм значи за провођење истраживања на универзитетима као институцијама.
Антрополози попут Даниела Милера и Мару Даглас користили су етнографске податке како би одговорили на академска питања о потрошачима и потрошњи. Послови су такође пронашли етнографију корисном у разумевању како људи користе производе и услуге. Етнографија за развој новог производа (понекад названа 'етнографија дизајна') и етнографија за разумевање потрошача и потрошње убрзано расту. Недавна Конференција о етнографској пракси у индустрији (Ethnographic Praxis in Industry Conference), чији су коспонзори били Интел и Мајкрософт, доказ је тога. Етнографски систематски и холистички приступ на стварно искуство процењују развијачи производа, који користе методу како би разумели неизражене жеље или културне обичаје који окружују производ. Тамо где фокусне групе затаје у информирању трговаца о ономе што људи заиста раде, етнографија повезује оно што људи кажу с оним што уствари учине—избегавајући клопке које долазе из ослањања на самоизвештајне податке о фокусним групама.

## Технике
- Проматрање из прве руке или непосредно проматрање свакодневног понашања. Оно може укључивати судионичко посматрање.
- Разговор с различитим нивоима формалности. Ово може укључивати од малог разговора до дугих интервјуа.
- Генеалошка метода. То је скуп процедура по којима етнографи откривају и бележе повезаности међу крвном сродности, потомству и венчању употребом дијаграма и симбола.
- Детаљни рад с кључним саветником око посебних подручја друштвеног живота.
- Продубљено интервјуисање.
- Откривање локалних веровања и перцепција.
- Истраживање оријентисано према проблему.
- Лонгитудинално истраживање. То је непрекидно дугорочно проучавање подручја или места.
- Тимско истраживање.